# Taxiphyllum deplanatum
Taxiphyllum deplanatum är en bladmossart som beskrevs av Fleischer 1923. Taxiphyllum deplanatum ingår i släktet Taxiphyllum och familjen Hypnaceae. Inga underarter finns listade i Catalogue of Life.